# Presa del Tepozán
Presa del Tepozán är en ort i Mexiko, tillhörande kommunen Aculco i den nordvästra delen av delstaten Mexiko, i den centrala delen av landet. Orten hade 254 invånare vid folkräkningen 2010.